# EM-festen
EM-festen i Göteborg 2006 var ett stort evenemang i Göteborg som anordnades i samband med Europamästerskapen i friidrott 2006. Evenemanget hade sin bakgrund i stadsfesten Göteborgskalaset som Göteborg anordnade i början av augusti varje år. På samma sätt som vid världsmästerskapen i friidrott 1995 på Ullevi då staden satsade på en extra påkostad stadsfest, utvidgades det hela även vid Europamästerskapen i friidrott 2006 till ett ovanligt stort evenemang. Det var således samma fest fast med nytt utseende, nytt namn och betydligt större budget. Festen pågick från den 4 augusti till den 13 augusti.
Under evenemanget anordnades det fester på vissa festplatser utspridda i centrala Göteborg med underhållning och mat. Gatumiljön i centrala Göteborg och runt Ullevi rustades upp inför evenemanget, till exempel vägunderhållet efter den ovanligt slitsamma vintern som planerades in för att vara klart till augusti. Pyntning med banderoller och blomsterarrangemang gjordes i EM-färgerna: rött, blått, gult och vitt.

## Festplatser

### Götaplatsen
Söndagen den 6 augusti kl. 20.00 invigdes EM i friidrott på Götaplatsen med Kristin Kaspersen och Jonathan Edwards som konferencierer. Invigningens tema var "Sverige möter Europa". Bland annat uppträdde Ronan Keating, Carola Häggkvist, Helena Paparizou som sjöng EM-låten, Sissel Kyrkjebö och Peter Jöback. Invigningen hade en publik på 75 000 personer vilket fyllde hela Kungsportsavenyn
Under de följande dagarna hölls flera gratis framträdanden av olika kulturinstitutioner i Göteborg men även bland annat Diggiloo och Simple Minds.

### Liseberg
Liseberg hade som vanligt under Göteborgskalasen fritt inträde till framträdandena på Stora scen om kvällarna.

### Heden
Heden bjöd på "prova på aktiviteter" och möjligheter att testa flera av sporterna från Ullevi.

### Trädgårdsföreningen
Som vanligt var Trädgårdsföreningen utgångspunkten för "Barnkalaset". På de många scenerna uppträdde artister och skådespelare och det blev drickabackklättring och kanotpaddling i vallgraven.
Ett urval av de ovan nämnda artisterna och skådespelarna för barnen var Filiokus Fredrik, Jojje & Jemme, Pettson och Findus, Svirr och Snurr och Sommargung med Afrodite och Viktor Åkerblom Nilsson. 
Det fanns jättestudsmattor med bungy-jumpselar, Cirkus Cirkör hade cirkusskola den 7-11 augusti och Nallesjukhuset höll öppet som vanligt.

### Bältespännarparken
Här fanns möjlighet att titta på dagens tävlingar på storbildsskärm.

### Kungstorget
På Kungstorget kunde man ta en bit mat, mingla eller se på artistuppträdanden. Bland de många artisterna fanns bland annat Eva Dahlgren, Lisa Nilsson, Maceo Parker, Daniel Lemma, Robyn, Rednex, Eric Gadd, Nils Landgren och David Urwitz. Dessutom kom Rix FM Festival den 7 augusti med Shirley Clamp, Patrik Isaksson, Da Buzz, Linda Bengtzing, Sebastian, Evan, Jessica Andersson, Amy Diamond och Bosson i släptåg.

### Packhuskajen
Här var Göteborgs egen folkpark med dansband och uteserveringar. Bland artisterna syntes Black Jack , Torgny Melins, Arvingarna, Kikki Danielsson & Roosarna, Sandelin/Ekman & Torrestads schlagershow och Lasse Stefanz.

### Frihamnspiren
Här trängdes allt från pop och hiphop till rock och metal, dessutom fanns här 100% osignat, där band utan skivkontrakt fick spela live. Dessutom disco för 15-20-åringar.
Några artister: CKY (Camp Kill Yourself), I'm from Barcelona, Hello Saferide, The Soundtrack of Our Lives, Petter, Eskobar med flera.
Den ambulerande musikfestivalen Where the action is spelade utan inträde på Frihamnspiren lördag den 5 augusti med Backyard Babies, C.Aarmé, Millencolin, Molotov Jive och The Hellacopters